# پاکی‌سور
پاکی‌سور (نام علمی: Pakisaurus) نام یک سرده از راسته خزنده‌کفلان است.